# Tom Swoon
Pour les articles homonymes, voir Swoon (homonymie).
Dorian Tomasiak, plus communément appelé Tom Swoon, est un DJ polonais né le 6 juin 1993 à Goleniów en Pologne.
Il composa d'abord sous le nom de scène Pixel Cheese, puis adopta le pseudo Tom Swoon en 2012.

## Biographie

### Carrière
L'intérêt de Dorian Tomasiak pour la musique débute à 17 ans, avec pour références les Daft Punk et Deadmau5. Il commence alors à construire un studio dans sa chambre et achète du matériel de mixage.
Fin 2011, son premier remix officiel pour le titre Tokyo  de Gareth Emery sort sur le label Garuda (Armada Music) et prend place dans le classement Top 100 de Beatport. Puis sortent deux remixes, un pour Steve Aoki et un pour Kaskade.
En mars 2012, son premier morceau Elva sort sur le label Ultra Records. Deux mois plus tard, il sort son remix du morceau You're Gonna Love Again des Nervo sur EMI, alors son dernier morceau sous le nom Pixel Cheese.
Tom Swoon termine l'année 2012 comme première partie pour les concerts d'Avicii et de Steve Aoki, est nommé par Nervo Meilleur Nouveau DJ de 2012, est élu Meilleur Nouveau DJ de Pologne par FTB Poland, et les magazines Mixmag et Billboard nomment Tom Swoon 'Artiste à surveiller en 2013'.
En 2017, il sort notamment en collaboration avec Teamworx une reprise du morceau Atom du duo Nari & Milani et seul une reprise du classique Shingaling du groupe Kako & His Orchestra.

### Incarcération
En décembre 2017, sa carrière est mise en suspens lorsqu'il est placé en détention provisoire pour homicide involontaire, étant responsable d'un accident de la route mortel en Pologne alors qu'il conduisait sous l'emprise de l'alcool,,. Le 6 juin 2018, Tom Swoon annonce par une lettre ouverte écrite en prison et partagée sur ces réseaux sociaux qu'il met officiellement un terme à sa carrière à la suite de son accident. Le 4 septembre 2018, il est condamné à quatre ans et huit mois de prison ferme ainsi qu'une longue suspension de permis à la suite de son accident. En 2019, lors de son procès en appel, sa peine est allongée d'un an pour un total de 5 ans et 8 mois de prison ferme et il lui est interdit de conduire à vie.

## Discographie

### Singles

#### En tant que Tom Swoon
- 2017 : All I Ever Wanted (avec Blasterjaxx)
- 2017 : Shingaling
- 2017 : Helter Skelter (avec Maximals)
- 2017 : Atom (avec Teamworx et Nari & Milani)
- 2016 : All The Way Down (avec Kill The Buzz)
- 2016 : Never Giving Up [Armada Zouk]
- 2016 : Phoenix (We Rise) (avec Dank!) [Ultra]
- 2016 : I'm Leaving (avec Quentin Mosimann) [Armada Zouk]
- 2015 : Stay Together (avec Nari & Milani) [Ultra]
- 2015 : Alive (avec Ale Q & Sonny Noto) [Ultra]
- 2015 : Last Goodbye (avec Swanky Tunes) [Ultra]
- 2015 : Here I Stand (avec Kerano & Cimo Fränkel) [Ultra]
- 2015 : Zulu [Free DL]
- 2015 : I Am You (avec First State) [Ultra]
- 2014 : Savior (avec Ruby Prophet) [Ultra]
- 2014 : Ghost (avec Stadiumx & Rico & Miella) [Protocol Recordings]
- 2014 : Wait (avec Paris & Simo) [Spinnin' Records]
- 2014 : Holika [Ultra]
- 2014 : Otherside (avec Niclas Lundin) [Armada Zouk]
- 2014 : Ahead of Us (avec Lush & Simon) [Ultra / Armada]
- 2013 : Synchronize (avec Paris Blohm & Hadouken!) [Ultra]
- 2013 : Rollercoaster (avec Josef Belani)
- 2013 : Wings (avec Taylr Renee)
- 2013 : Not Too Late (avec Amba Shepherd (en))
- 2012 : Who We Are (avec Miss Palmer)

#### En tant que Pixel Cheese
- 2012 : Elva

### Remixes

#### En tant que Tom Swoon
- 2017 : Lorde - Green Light (Tom Swoon Remix)
- 2016 : Robert Falcon & Shaan – Mirage (Tom Swoon Remode)
- 2016 : Matthew Koma – Kisses Back (Tom Swoon & Indigo Remix)
- 2016 : Funkerman – Speed Up (Tom Swoon Remix)
- 2016 : Justin Oh – Start Again (Tom Swoon Edit)
- 2016 : Kenn Colt feat. Ilang - Sanctify (Tom Swoon & Hiisak Remix)
- 2016 : Hiisak - La Fanfarra (Tom Swoon Edit)
- 2016 : DJerem - I'm In Love (Tom Swoon Edit) [Flamingo Recordings]
- 2016 : Ale Q, Avedon feat. Jonathan Mendelsohn - Open My Eyes (Tom Swoon Edit) [Revealed Recordings]
- 2016 : Steve Aoki feat. Matthew Koma - Hysteria (Tom Swoon & Vigel Remix) [Ultra]
- 2015 : Vigel feat. Laces - Nothing To Lose (Tom Swoon Edit) [Trice]
- 2015 : Kid Arkade, Josh Franceschi - Not Alone (Tom Swoon Remix) [Ultra]
- 2015 : Owl City feat. Aloe Blacc - Verge (Tom Swoon Remix) [Republic Records]
- 2015 : Dune - Last Soldiers (Tom Swoon Nightride Mix)
- 2015 : Kelly Clarkson - Invincible (Tom Swoon Remix)
- 2014 : Krewella - Human (Tom Swoon Remix)
- 2014 : Jus Jack - Stars (Tom Swoon Remix)
- 2013 : Ellie Goulding - Hanging On
- 2013 : Linkin Park - Burn It Down (Tom Swoon Remix)
- 2013 : Paul Oakenfold – Touched by You (Tom Swoon remix)
- 2013 : Benny Benassi feat. John Legend – Dance the Pain Away (Tom Swoon remix)
- 2013 : Jimmy Carris feat. Polina – Open Your Heart (Tom Swoon Remix)
- 2013 : Sultan & Ned Shepard & Nervo feat. Omarion – Army (Tom Swoon Remix)
- 2013 : Flo Rida – Let It Roll (Tom Swoon remix)
- 2013 : Gareth Emery & Ashley Wallbridge – DUI (Tom Swoon remix)
- 2013 : Dido – No Freedom (Tom Swoon remix)
- 2013 : Steve Aoki & Angger Dimas vs Dimitri Vegas & Like Mike - Phat Brahms (Tom Swoon Remix)
- 2013 : Tara McDonald – Give Me More (Tom Swoon remix)
- 2013 : Bloody Beetroots feat. Greta Svabo Bech - Chronicles Of A Fallen Love (Tom Swoon Remix)
- 2012 : Flo Rida & Jennifer Lopez – Sweet Spot (Tom Swoon remix)
- 2012 : Drumsound & Bassline Smith ft. Hadouken! - Daylight (Tom Swoon remix)
- 2012 : Topher Jones – Hello Chicago (Tom Swoon remix)
- 2012 : Alex Gaudino feat. Taboo – I Don't Wanna Dance (Tom Swoon Remix)

#### En tant que Pixel Cheese
- 2012 : Nervo – You’re Gonna Love Again (Pixel Cheese remix)
- 2012 : Qpid – Waterfall (Pixel Cheese remix)
- 2012 : Kaskade feat Skyler Grey – Room for Happiness (Pixel Cheese remix)
- 2012 : Steve Aoki feat Wynter Gordon – Ladi Dadi (Pixel Cheese remix)
- 2011 : Gareth Emery – Tokyo (Pixel Cheese remix)